# Амритлал Нагар
Амритлал Нагар (хинди अमृतलाल नागर; 17 августа 1916, Агра, Соединённые провинции Агра и Ауд, Британская Индия — 23 февраля 1990, Лакхнау, Уттар-Прадеш, Индия) — индийский писатель

, драматург, сценарист, публицист, переводчик, журналист, редактор.

## Творчество
Писал на языке хинди. Дебютировал как поэт в 1928 году. Занимался журналистикой, в 1953—1956 годах работал режиссёром на Всеиндийском радио, 7 лет был сценаристом в индийской киноиндустрии. Позже полностью посвятил себя литературной деятельности. С 1937 года — редактор юмористического журнала «Чакаллас», в котором под псевдонимом Таслим Лакнави публиковал сатирические и юмористическое рассказы.
Последователь Д. Шривастава. Создал свою собственную независимую и уникальную манеру письма, считается одним из самых видных и многогранных деятелей индийской литературы.
Автор социальных романов «Голод» («Махакал», 1946; о голоде в Бенгалии в 1943), «Ростовщик Банкелал» («Сетх Банкелал», 1955), «Капля и океан» («Бунд аур самудра», 1956), «Шахматные фигуры» («Шатрандж ке мохре» (1959; роман посвящен Индии кануна народного восстания 1857—1859), «Нектар и яд» (1966), «Долго плясал Гопал» (1978) и др. Опубликовал сборники рассказов, которые обличают мракобесие, косность, обветшалые традиции и догмы: «Руины» («Авашеш», 1938), «Ложе навабов» («Наваби масанад», 1954), «Атомная бомба» («Этам бам», 1956), «Одно сердце и тысяча рассказов» («Эк дил хазар дастан», 1957), «Мы, влюбленные в Лакхнау» (1975) и др. Ему также принадлежат пьесы «Сандаловая роща» (1976), «Винтовые лестницы и тьма» (1978), «Воплощение века» (1973), «Спуск и подъем» (1978). Автор произведений для детей.
Занимался переводами, в том числе русских авторов (А. П. Чехов).
Один из основателей Всеиндийской ассоциации народных театров.
Лауреат многих литературных и театральных премий, в том числе Sahitya Akademi Award и Sahitya Akademi Fellowship.